# Máddji
Ánne Máddji Heatta Bjelland (* 1983) ist eine samisch-norwegische Joikerin und ehemalige Fußballspielerin, die unter dem Künstlernamen Máddji auftritt.

## Leben
Máddji wuchs zunächst in den nordnorwegischen Kommunen Karasjok und Kautokeino auf, zog jedoch mit 15 Jahren nach Bærum, wo sie die Sportschule Norges Toppidrettsgymnas besuchte. Sie wurde Fußballspielerin in Asker bei der Frauenmannschaft von Asker Fotball und sie lief zudem bei Länderspielen der norwegischen Jugendnationalmannschaft auf. Sie spielte dort jeweils in der Verteidigung. Während ihrer Zeit als Fußballspielerin studierte sie zudem Medizin an der Universität Oslo, das Studium abschließen konnte sie im Jahr 2009. Eine Knieverletzung zwang sie im Jahr 2003 dazu, ihre Sportkarriere zu beenden.
Nach dem Ende ihrer Zeit als Fußballspielerin begann sie, sich mit Musik zu beschäftigen. Bei Sámi Grand Prix 2007 war sie als Moderatorin tätig. Im Jahr 2010 gab sie ihr Debütalbum Dobbelis beyond heraus. Es erhielt von der norwegischen Tageszeitung Aftenposten eine Bewertung mit fünf von sechs Punkten. Die Texte auf dem Album schrieb sie gemeinsam mit ihrem Vater. Ihr Video zu Dawn Light erreichte im Juli 2015 über eine Million Aufrufe auf YouTube und gehört damit zu den meistaufgerufenen samischen Liedern. Sie ist hauptberuflich nicht als Musikerin tätig, sondern arbeitet als Ärztin.

## Diskografie
- 2010: Dobbelis (Beyond)